# おじゃれセンター

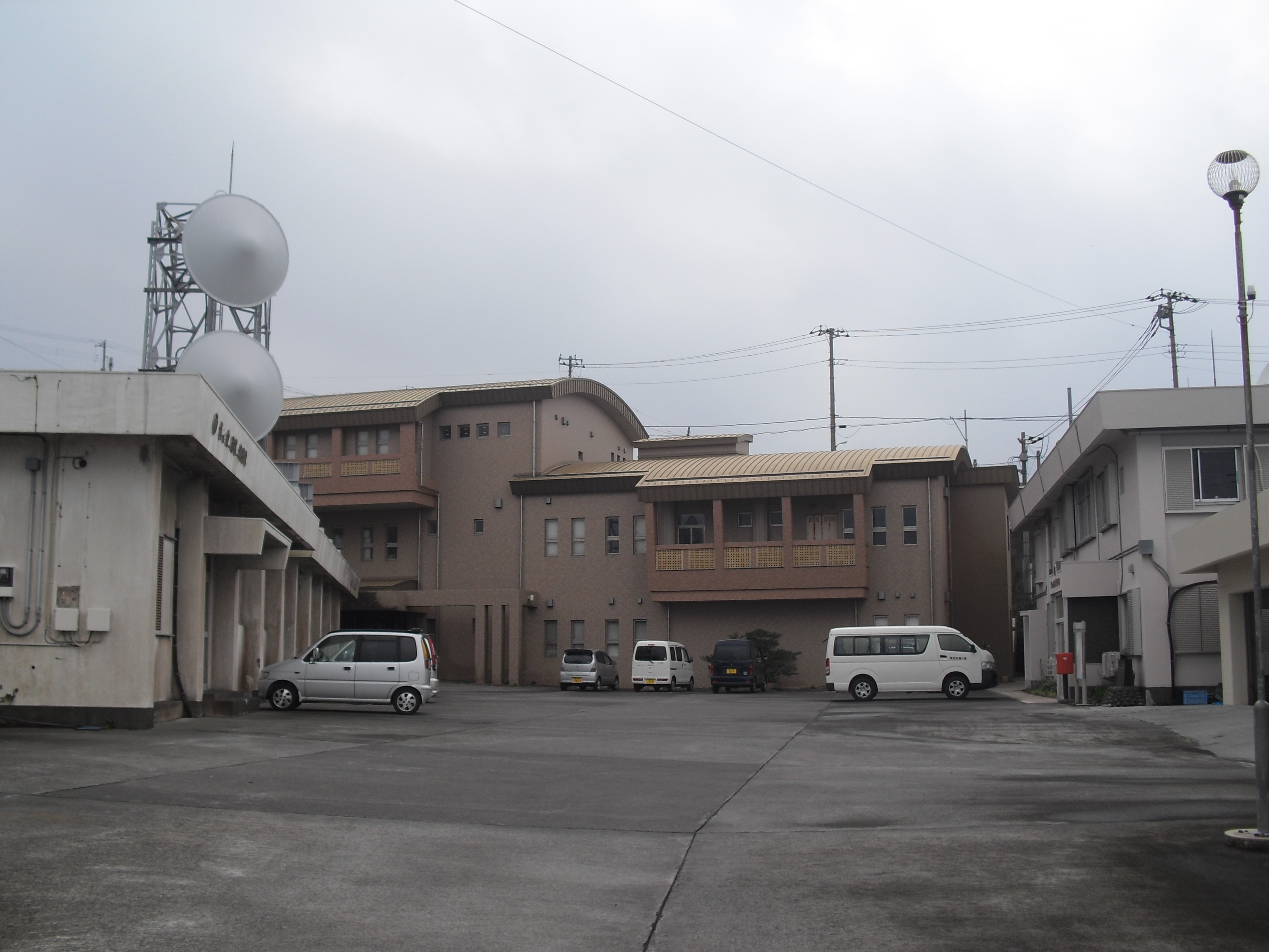
おじゃれセンター（中央建物）

おじゃれセンターは、東京都青ヶ島村に所在する複合公共施設。診療所、保健・福祉施設、保育所が入居している。

## 概要
2002年（平成14年）4月1日に開設された。施設の名称になっている『おじゃれ』（おじゃりやれ）は、島の言葉で『おいで下さい』という意味がある。

### 所在地
〒100-1701 東京都青ヶ島村無番地

### フロア
| フロア | 施設                                               |
| ------ | -------------------------------------------------- |
| 1F     | 青ヶ島村国民健康保険青ヶ島診療所                   |
| 2F     | 青ヶ島村在宅サービスセンター・青ヶ島村保健センター |
| 3F     | 青ヶ島村保育所                                     |

### 青ヶ島診療所
- 病床数 : 2床（一般病床）[4]
- 診療科 : 内科、産婦人科、外科[4]

※ 歯科は月2回程度、眼科、耳鼻咽喉科、整形外科は年1回程度の巡回診療がある。
- 診療時間 : 月曜日から金曜日[1]
  - 9時〜13時 : 一般外来
  - 14時〜 : 検査、手術、往診等
- 職員 : 医師1人、看護師1人（2018年4月1日現在[5]）

### 保健・福祉施設
- 施設名 : 青ヶ島村在宅サービスセンター、青ヶ島村保健センター
- 機能訓練室、介護浴室、調理室、高齢者と保育園児のふれあいの場を整備[1]。

### 青ヶ島村保育所
児童福祉法の基準を満たした保育所ではなく、へき地保育所（子ども・子育て支援法で規定される特例保育を実施する施設）である。
- 定員は30人[6]。満2歳半から入園可能[1]。
- 職員 : 所長、保育士、代用保育士。所長は青ヶ島村長が務める[7]。